# 福浦村 (福島県)
福浦村（ふくうらむら）は、福島県相馬郡の南部に存在していた村。
現在の南相馬市小高区の南東部にあたり、南相馬市の広報等では（小高区）東部地区と表記されることがある。

## 地理
村内の井田川浦では大正末期-昭和初期に干拓事業が実施され、約180町歩の広大な農地となった。また、水田耕作のための溜池が村内各所に分布する。
- 河川：宮田川、泉沢川

## 沿革
- 1889年（明治22年）4月1日 - 町村制施行にともない、福岡村・女場村・角部内村・泉沢村・水谷村・蛯沢村・耳谷村・行津村・上浦村・下浦村・浦尻村・村上村・神山村の計13か村が合併して行方郡福浦村が発足。
- 1896年（明治29年）4月1日 - 行方郡と宇多郡が合併して相馬郡が発足。相馬郡福浦村となる。
- 1954年（昭和29年）3月31日 - 小高町・金房村と合併し、改めて小高町となる。

## 行政
- 歴代村長

| 代 | 氏名       | 就任               | 退任               | 備考 |
| -- | ---------- | ------------------ | ------------------ | ---- |
| 1  | 下浦義就   | 明治22年（1889年） | 明治27年（1894年） |      |
| 2  | 渡部蔀     | 明治27年（1894年） | 明治29年（1896年） |      |
| 3  | 氏家彦治郎 | 明治29年（1896年） | 明治33年（1900年） |      |
| 4  | 折笠晴吉   | 明治33年（1900年） | 明治38年（1905年） |      |
| 5  | 鈴木正宣   | 明治38年（1905年） | 大正12年（1923年） |      |
| 6  | 半沢春蔵   | 大正12年（1923年） | 大正13年（1924年） |      |
| 7  | 鈴木金助   | 大正13年（1924年） | 大正15年（1926年） |      |
| 8  | 菅野昭親   | 大正15年（1926年） | 昭和4年（1929年）  |      |
| 9  | 阿部一衛   | 昭和4年（1929年）  | 昭和12年（1937年） |      |
| 10 | 志賀新助   | 昭和12年（1937年） | 昭和15年（1940年） |      |
| 11 | 天野秀延   | 昭和15年（1940年） | 昭和20年（1945年） |      |
| 12 | 菅野昭親   | 昭和20年（1945年） | 昭和29年（1954年） | 再任 |

## 教育
- 福浦村立福浦小学校
- 福浦村立福浦中学校

## 交通

### 鉄道
- 国鉄常磐線 - 桃内駅

### 道路
- 国道6号

## その他
- 大悲山の石仏 - 昭和5年(1930年)に国の史跡に指定。